# روبن جيفنز
روبن سيمون جيفنز (بالإنجليزية: Robin Givens)‏( ولدت ب27 نوفمبر 1964)هي ممثلة تلفاز ومسرح و فلم وعارضة أزياء أمريكية. بدأت مهنة التمثيل بعد تخرجها من كلية سارة لورانس في 1984. وفي عام  1986 فازت بدور دارلين ميريمان في المسرحية الهزلية (هيد أوف ذا كلاس) على قناة أي بي سي، بقيت بالمسلسل لمدة خمس سنوات كاملة . وبعد انتهاء المسلسل عام 1991، أكملت مسيرتها بأدوار الفيلم وأدوار بطولة ضيف على شاشة التلفاز. حاليًا لديها دور متكرر كمحامية وعمدة سابق لسييرا ماكوي في ريفالديل.
في عام 1996 شاركت جيفنز ببطولة مسلسل قصير المدى (سباركس) الذي تم بث موسمين على يو بي أن. وفي يناير 2000، أخذت مهمات الاستضافة في برنامج حديث مرخص اسمه سامح أو انسى. وتم إلغاء العرض بعد أربعة شهور.
ومنذ ذلك الحين أدت جيفنز أدوار متكررة في (ذا جيم) و(تايلور بيريز هاوس أوف باين) و (تشاك). وفي عام 2007، أطلقت جيفنز السيرة الذاتية الخاصة بها (جريس ول ليد مي هوم).
حصل وأن تزوجت جيفنز وانفصلت مرتين. رسم زواجها الأول من مايك تايسون الملاكم عام 1988 اهتمام ملحوظ من قبل الإعلام وكذلك عند انفصالهم السنة المقبلة. وفي زواجها الثاني من مدرب التنس سفيتوزار  مارنكوفك عام 1997 بقي لمدة عام أيضًا. عام 1993 تبنت جيفنز ابنًا. وفي 2000 أنجبت طفلاً ثانٍ من حبيبها السابق لاعب التنس ميرفي جينسن.

## حياتها المبكرة
ولدت جيفنز في مدينة نيويورك لرث روبر(ني نيوباي) و روبن جيفنز الذين انفصلوا وهي بعمر سنتان. قامت أمها بتربيتها هي  وأختها ستيفاني في مونت فيرنون ونيو روتشيل مدينة نيويورك. فكانت جيفنز كاثوليكية. تخرجت من أكاديمية نيو رتشيل ( وهي مدرسة خاصة أُغلقت في يونيو 1987). سجلت في كلية سارة لورانس في عمر 15 عام وتخرجت 1984.

## المهنة

### 1980-1990
بدأت جيفنز التمثيل لأول مرة عام 1985  بظهورها ببرنامج كوسبي وتبعها أدوار في مسلسل ديفرنت ستروكس وثم الفيلم التلفزيوني بيفيرلي هيلز مادام في عام 1986 مقابل الممثلة الأمريكية فايا دوناوي. وفي نفس العام، حصلت على دور باهر كفتاة غنية دارلين ميريمان في مسلسل (هيد أوف ذا كلاس) على قناة أي بي سي.
استمر المسلسل لمدة خمس فصول وانتهى عام 1991. وفي عام 1989
بينما كانت تلعب دور البطولة في هيد أوف ذا كلاس، ظهرت في (ذا وومن أوف بريستر بالاس) مع أوبرا وينفري، ثم ظهرت بعدها في بومرانج عام 1992. وفي عام 1994 التُقِط لها  صور عارية لمجلة بلاي بوي  وحصلت على ترتيب 88 على قائمة أكثر 100 نجم مثير في تاريخ الأفلام لإمباير ماجازين في ماي 1995. مثّلت جيفنز شخصية كلاديا في فيلم تلفزيوني (ذا فيس) ويعرف أيضاً (فيس تو داي فور) مع ياسمين بليث عام 1996.وفي وقت لاحق من ذلك العام، شاركت بدور بطولة في المسرحية الهزلية سبارك على يو بي أن وتوقف بثه في عام 1998. ومثّلت أيضاً شخصية دينيس في (ذا فريش برنس أوف بيل إير).

### 2000-2010
في يناير لعام 2000، ظهرت جيفنز بدور صغير في فيديو موسيقي لتوني براكستن( هي وازنت مان إينف) كزوجة لزوج خائن. ورجعت لمجال الترفيه لاحقاً من تلك السنة حيث كانت المضيفة لبرنامج حديث اسمه سامح أوانسى لتحل محل شخصية التلفزيون (موذر لوف) في منتصف الموسم الثاني للعرض. بدايةً ارتفعت التقييمات بعدما أخذت جيفنز مهمات الاستضافة ولكن هبطت بفترة قصيرة. وتم إلغاء المسلسل بعد هذا الموسم.
وفي عام 2006 حاولت جيفنز الرجوع إلى التلفاز لمسلسل قصير المدى (سينت وسنرز) على قناة ماي نتورك تي في ولكن حصد العرض على تقييمات قليلة وتم إلغاؤه قريباً. واستمرت جيفنز التمثيل في أفلام مخصصة للتلفاز وأيضاً تظهر في برنامجين ( بريز ذا لورد ولاري كنج لايف) على شبكة بث ترنتي في 12 يوليو 2007. وفي يونيو 2007 أطلقت جيفنز السيرة الذاتية الخاصة بها (جريس ول ليد مي هوم). ورجعت جيفنز للأفلام الروائية مثل الدراما الجنوبية للممثل تايلور بيري في فيلم ذا فاميلي ذات بريز في عام 2008.
وحصلت أيضاً على دور متكرر يصور النسخة الخيالية عن نفسها في الفيلم الكوميدي (ذا جيم) على قناة سي دبليو. بالإضافة إلى ذلك، لعبت دور مشابه في عرض تي بي أس اسمه تايلور بيري هاوس أوف باين ودور ضيفة في بيرن نوتس على شبكة يو أس إيه. و بالإضافة لأدوار التلفاز والأفلام أدت على المسرح.
وفي عام 2000 ظهرت في إنتاج أوف برودواي لمسرحية فاجينا مونولوجيز ومن فبراير إلى أبريل 16 عام 2006 لعبت دور روكسي هارت في مسرحية شيكاغو. وفي 2007 قامت جولة في البلاد لعبت دوراً في مسرحية أم ردي برودكشنز ومنها مين و ماني و جولدديجر. فلعبت دور البطولة في مسرحية أي ماذارز بلاير وكانت البطولة أيضاً من نصيب جوني جل و شيرلي موردك و جيرمين كراوفورد.
في عام 2007 نشرت جيفنز مذكرة بعنوان جريس ويل ليد مي هوم. وفي المذكرة عكست حياة جدتها الربانية (جريس) وتجاربها مع العنف وإرادتها القوية للعيش وشعورها بأن أباها تخلّى عنها وإيمانها بالله. وقامت بدور بطولة في ثلاث حلقات من المسلسل الكوميدي التجسسي (تشاك)  على قناة إن بي سي وأول حلقة ( تشاك فيرسس ماسكوراد)، ( تشاك فيرسس ذا إيه تيم) و(تشاك فيرسس ذا ميردر) في 2011 باسم جين بينتلي. وفي عام 2015 شاركت ببطولة بجانب كلفتون باول و ميشون راتلف و مالكي مالك في قسم (ماما بوي) في مقتطفات لفلم الرومانسية والرعب (فيرفايلز) على قناة تي في ون.
وهي المتحدثة في الخط الساخن الوطني عن العنف المنزلي .

## الحياة الشخصية
وبعد اللقاء في مارس عام 1986 تزوجت جيفنز مايك تايسون الملاكم في 7 فبراير عام 1988 وقدر لتايسون الحصول على 50 مليون دولار أميركي ولكن جيفنز وتايسون لم يبرموا اتفاقية ما قبل الزواج. فخلال فترة زواجهما اشترت جيفنز وأمها قصرا بقيمة 4.6 مليون في الضاحية الغنية في بيرناردزفيل في نيوجيرسي.
وبعد عملية الإجهاض في ماي 1988،بدأ الزواج بالانهيار وفي مقابلة مشتركة  مع تايسون في 20/20، أخبرت جيفنز باربارا والترز بأن الحياة معه كانت (عذاب وجحيم بحت وسيئة أكثر مما تتخيل) وتابعت لوصف مزاجه المتقلب. وفي أكتوبر 1988 طلبت الطلاق وحصلت على أمر قيد مؤقت. قالت موكلتها مارفن ميتلسون بأن جيفنز تحب تايسون ولكن هناك عنف مستمر وهي خائفة على سلامتها.فادعت جيفنز بالإساءة من قبل الزوج بينما ادعى تايسون بالاهتمام والتصرف بأمواله ولا يوجد اهتمام له. انتهى الطلاق في عيد الحب عام 1989.
وذكرت الصحف بأن جيفنز تلقت أكثر من 10مليون دولار تسوية طلاقها من زواجها من تايسون  ولكنها لاحقا أنكرت التقرير قائلة أنا لم أستلم دايم واحد. وتلقت جيفنز صحافة سلبية تتبعوا انفصالها عن تايسون خصوصاً المجتمع الأمريكي الإفريقي. ووصفتها مقالة تحديداً پأكثر امرأة كرهًا في أمريكا. واعترف تايسون لاحقا في كتاب فاير آند فير (ذا أن سايد ستوري أوف مايك تايسون) بأنه لكم جيفنز وقال «إنها كانت أفضل لكمة في حياتي كلها». ومزح تايسون بالقول عن الاعتداء الذي حدث لجيفنز في برنامج أوبرا عام 2009 الأمر الذي خلق ضحك بين الجمهور. اعتذرت وينفري لاحقاً لجيفنز.
وفي عام 1993، تبنت جيفنز ابنها الأول مايكل. وفي عام 1997 تزوجت مدربها التنس سفيتزر مارنكوفك وطلبت الطلاق بعد أشهر. وعام 1999 رزقت بابنها الثاني ويليام من حبيبها السابق ميرفي جينسن وقد واعدت لفترة وجيزة مضيف الإذاعة هاوورد ستيرن في 2000.

## القضايا القانونية
في يناير 2004 أصابت جيفنز امرأة من المشاة بالغة من العمر 89 سنة اسمها ماريا انطونيو الكوفر بينما كانت تقود سيارة رباعية الدفع عبر تقاطع ميامي فلوريدا. وتم تغريم جيفنز لفشلها بتطبيق الرعاية للمشاة في الممر المخصص للمشاة، ولكن تم إلغاء الغرامات لاحقاً. في يونيو 2004 رفعت الكفر قضية مدنية ضد جيفنز وأختها المالكة للسيارة التي كانت جيفنز تقودها بكمية غير معروفة.
وفي 7مايو عام 2009 ذكرت مقالة في مجلة فوربس بأن دائرة الإيرادات الداخلية كانت تقاضي جيفنز عن ضرائب الدخل الاتحادية غير مدفوعة ومجموعها 292,000 دولار أي ما يعادل 341,000 دولار في الوقت الحالي عندما تم التعديل بسبب التضخم. وتتضمن المبلغ فوائد وجزاءات. وقامت الحكومة بطلب من المحكمة الفدرالية في فلوريدا بإصدار حكم ضدها عن 39 تقييم يغطي فترة 8 سنوات.

## السيرة السينمائية
| السنة | العنوان                | الدور                   | الملاحظات         |
| 1978  | ذا ويز                 | ضيفة في حفلة العمة إيما | غير مضاف          |
| 1991  | أي ريج إن هارليم       | إيمابيل                 |                   |
| 1992  | بومارنج                | جاكلين بروير            |                   |
| 1994  | فورين ستيودنت          | أبريل                   |                   |
| 1994  | بلانك مان              | كمبيرلي جونز            |                   |
| 1995  | دينجرس إنتنشن          | كايي فيرار              |                   |
| 1998  | سيكرت                  |                         |                   |
| 2000  | إيفري ثنجز جيك         | الناشر                  |                   |
| 2001  | ذا إيليت               | ٱش                      |                   |
| 2002  | بوك أوف لوف            | إيانا                   |                   |
| 2002  | أنتيبودي               | دكتورة راشيل سافيريني   | إصدار فيديو مباشر |
| 2003  | هيد أوف ستييت          | كيم                     |                   |
| 2003  | جود نايت تو داي        | دانا                    |                   |
| 2003  | لوف كرونكالز           | مونيفا بيرلي            |                   |
| 2005  | فلب ذا سكربت           | رين جونز                |                   |
| 2006  | ريستريننج أوردار       | دايان ماكنايل           |                   |
| 2008  | كوين أوف ميديا         | ويندي ويليامز           |                   |
| 2008  | ذا فاميلي ذات بريز     | أبيجيل "أبي" ديكستر     |                   |
| 2008  | ليتل هيركوليز إن 3 دي  | دانا                    |                   |
| 2009  | أي موذرز براير         | بريندا                  | إصدار فيديو مباشر |
| 2010  | إينميز أمونج أس        | جلوريا                  | إصدار فيديو مباشر |
| 2012  | أن سبوكن ووردز         | مستر لويس               | إصدار فيديو مباشر |
| 2012  | دبل سايديد             | ميراندا جونسون          | إصدار فيديو مباشر |
| 2014  | إيربلين فيرسيس فولكينو | دكتور وايت مور          |                   |
| 2016  | جادو نت ديد 2          | برينسبل كيني            |                   |
| 2018  | جاد بليس ذا بروكن رود  | كارينا ويليام           |                   |

## التلفيزيون
| السنة     | العنوان                    | الدور           | الملاحظات                            |
| 1985      | ذا كوسبي شو                | سوزان           | مشهد : "ذو أند ذا أولدر وومن         |
| 1986      | ديفرنت ستروكس              | آن              | مشهد : ذا بيج برايد                  |
| 1986      | بيفيرلي هيلز مادام         | أبريل باكستر    | فيلم تلفزيوني                        |
| 1986      | فيليب مارلو برايفت آي      | توكن وير        | مشهد:"بيك أب أون نون ستريت "         |
| 1986-1991 | هيد أوف ذا كلاس            | دارلين ميريمان  | 114 مشهد                             |
| 1989      | ذا بينت هاوس               | دينا كلير       | فيلم تلفزيوني                        |
| 1989      | ذا ويمن أوف بريستير بليس   | كيسوانا         | مسلسل                                |
| 1992      | أنجل ستريت                 | محقق أنيتا كينج | فيلم تلفزيوني                        |
| 1992      | أنجل ستريت                 | محقق أنيتا كينج | مشاهد غير معروفة                     |
| 1995      | مي آند ذا بويز             | نينا            | 3 مشاهد                              |
| 1995      | ذا فريش برينس أوف بيل إيير | دينيس           | مشهد" كولد فييت، هوت بودي"           |
| 1995      | كورت هاوس                  | سوزان جراهام    | 11 مشهد                              |
| 1996      | إن ذا هاوس                 | أليكس           | 3مشاهد                               |
| 1996      | أي فيس تو داي فور          | كلاديا          | فيلم تلفزيوني                        |
| 1996-1998 | سباركس                     | ويلما كاثبيرت   | 40 مشهد                              |
| 1997      | موشا                       | لادوونا         | مشهد"سترايك أي بوز"                  |
| 1999      | ذي لوف بوت، ذي نيكست وييف  | دانا تشيس       | مشهد"دونت جادج أي بوك باي إتس لوفر " |
| 1999      | كوسبي                      | ميس مالون       | مشهدين                               |
| 2000      | ذا إكسباندابل              | راندي           | فيلم تلفزيوني                        |

| 2000         | تشيكن سوب فور ذا سوول          | كاونسيلر              | مشهد:"ذا رايت ثينج"          |
| 2000         | داج                            | جنيفر                 | مشهد:"جنيفر ريتي             |
| 2001         | سبيننج آوت أوف كونترول         | إيرن                  | فيلم تلفزيوني                |
| 2003         | هوليوود وايفز :ذا نيو جينيريشن | كيندرا                | فيلم تلفزيوني                |
| 2003-2004    | ون أون ون                      | شايلا                 | مشهدين                       |
| 2005         | كابتيف هارت                    | جيد مارلو             | فيلم تلفزيوني                |
| 2008         | تايلور بيريز هاوس أوف باين     | تانيا                 | 6مشاهد                       |
| 2008         | بيرن نوتس                      | كاندي                 | مشهد:" إيفري بودي هيتس دوكس. |
| 2010         | ماي بيرنتس، ماي سيستر آند مي   | كيلا جولدمان          | 7مشاهد                       |
| 2010         | دروب ديد ديفا                  | آن سيمبسون            | مشهد:"أي موذرز سيكرت         |
| 2010         | نيكيتا                         | ماري ميركل            | مشهد:"أوول ذا ويي"           |
| 2011         | تشاك                           | جين ببنتلي            | 3 مشاهد                      |
| 2011         | رييد بيتوين ذا لاينز           | دومينيك               | مشهد:" ليتس توك أباوت جيلسي" |
| 2012         | سباورجاتوري                    | تولسا                 | مشهد:"اينديبيندس داي:        |
| 2012         | ريتيرد آت 35                   | دكتور كيلير           | مشهد:"ذا ديتس:               |
| 2012         | 90210                          | تشيريل                | 3مشاهد                       |
| 2013-2014    | تويستيد                        | جودي                  | مشهدين                       |
| 2014         | ذا فيرست فاميلي                | ميلاني                | مشهد:"ذا فيرست بريجنانت"     |
| 2016         | مان سييكنج وومان               | فيكي كلاوس            | مشهد:"تينسل"                 |
| 2016         | لوسيفر                         | ليليا سيمس            | مشهد:"سين إيتار"             |
| 2017إلى الآن | ريفرديل                        | مايور/ المحامية ماكوي | مشهد مكرر،21 مشهد            |
| 2017-2018    | ونس أبون تايم                  | إيدورا                | مشهدين                       |
| 2019         | أمبيشس                         | ستيفاني كارليسل       | مسلسل منتظم                  |
| 2019         | ذا فيكس                        | جوليان جونسون         | مشهد، ذا بايلوت              |

## الجوائز و الترشيحات
| السنة | الجائزة                    | التتيجة | التصنيف               | الفيلم                          |
| 1991  | شو ويست كونفينشن يو أس إيه | فازت    | فيميل ستار أوف تومورو |                                 |
| 2004  | بلاك رييل أووردز           | ترشحت   | أفضل ممثلة داعمة      | هوليوود وايفز :ذا نيو جينيريشن. |

## روابط خارجية
- روبن جيفنز على موقع IMDb (الإنجليزية)
- روبن جيفنز على موقع الموسوعة البريطانية (الإنجليزية)
- روبن جيفنز على موقع ألو سيني (الفرنسية)
- روبن جيفنز على موقع أول موفي (الإنجليزية)
- روبن جيفنز على موقع قاعدة بيانات برودواي على الإنترنت (الإنجليزية)
- روبن جيفنز على موقع قاعدة بيانات الأفلام السويدية (السويدية)
- روبن جيفنز على موقع إن إن دي بي (الإنجليزية)
- روبن جيفنز على موقع قاعدة بيانات الفيلم (الإنجليزية)
- روبن جيفنز على موقع كينوبويسك (الروسية)